# Alberto Rodríguez Rodríguez
Alberto Rodríguez Rodríguez (Santa Cruz de Tenerife, 11 de desembre de 1981) és un obrer industrial, activista social i diputat espanyol de Podem al Congrés dels Diputats a la XI i XII Legislatura.

## Biografia
Fill d'una mestra i un electricista, va néixer al barri obrer d'Ofra, a Santa Cruz de Tenerife, on va residir fins a la seva elecció com a diputat. Va estudiar un cicle superior de Química ambiental i va treballar durant nou anys com a operari en una refineria de petroli, en la qual va participar com a representant sindical. Va militar a Esquerra Unida i va estar implicat en diferents moviments socials, en protestes contra les guerres i en convocatòries pels drets civils. A conseqüència del seu activisme va ser detingut el 2012 durant les manifestacions del 15-M i va quedar absolt. Des del 13 de gener de 2016 és diputat de Podem al Congrés dels Diputats per la província de Santa Cruz de Tenerife.

## Polèmica pel seu aspecte
El primer dia de la XI legislatura, Alberto Rodríguez va acudir al Congrés dels Diputats amb un pentinat de rastes, barba d'uns quants dies i vestimenta informal, fet que va cridar l'atenció dels mitjans de comunicació. La vicepresidenta del Congrés, Celia Villalobos, es va manifestar sobre aquest tema comentant que a ella no la molestava que un diputat de Podem portés rastes: «A mi, mentre les portin netes perquè no m'encomanin un poll, em sembla perfecte.» En el mateix sentit es va expressar la periodista Pilar Cernuda, en suggerir que provenien «males olors» de la bancada de Podem al Congrés. El número dos de Podem, Íñigo Errejón, va lamentar la falta de respecte amb els que es vesteixen o es pentinen de manera diferent i va afegir que és la corrupció el que llasta la higiene d'un grup parlamentari.

## Condemna
El diputat va perdre l'octubre del 2021 la condició de diputat després de ser condemnat per un delicte d'atemptat contra agents de l'autoritat amb pena de presó i d'inhabilitació per a càrrec públic per uns fets ocorreguts el 25 de gener de 2014 a La Laguna durant una visita del ministre d'Educació i Cultura, José Ignacio Wert. El gener de 2024 el Tribunal Constitucional va estimar que Rodríguez no hauria d'haver estat condemnat a presó, de manera que hauria d'haver mantingut la seva acta al Congrés dels Diputats.